# Cyphon granulosus
Cyphon granulosus es una especie de coleóptero de la familia Scirtidae.

## Distribución geográfica
Habita en Japón.